# クワハラ ヒロト
クワハラ ヒロト（1973年2月24日 - ）は、日本のメイクアップアーティスト、アートディレクター、クリエイター。愛知県出身。

## 概要・人物
- ナチュラルからアーティスティック、グラフィカルなど技巧的で幅広いメイクアップ表現を得意とする。
- 日本独自の世界観、感性の表現を得意とする。
- 日本独自の世界観を表現するアートユニット「蚊帳」を主催。国内外での展示、インスタレーションをおこなう。
- メイクアップだけではなく、アートディレクターとしてイメージ制作、映像制作、インスタレーションなどをおこなう。
- 「顔」に対するプロジェクションマッピング「Facial Projection Mapping」の開発に携わり高い評価を得る。作品「OMOTE」は公開1週間で500万再生を超える視聴回数を記録する。
- テクノロジー、グラフィックスデザインに通じており、3Dグラフィックスのメイクアップ、フェイスデザインをおこなう。
- 企業、学校、個人に対してのメイクアップ、クリエイションに関する講義、レクチャーなどをおこなう。

## プロフィール
1973年、愛知県に生まれる。フランス人アーティスト"Serge Lutens"の表現に触発され、高等学校卒業後に上京、メイクアップアーティストに師事。その他にもカメラマンアシスタント、音楽活動などをおこなう。
1996年、化粧品メーカーEstée Lauder Companies, Inc.に就職。化粧品ブランドPRESCRIPTIVESの専属メークアップアーティストとなる。同ブランドの「CUSTOM BLEND FOUNDATION」の日本人用カラーのブレンドレシピのカラー配合調整、プロモーション、トレーニング業務などを担当する。
1998年、Estée Lauder Companies, Inc.を退職しフリーランスのメイクアーティストとして活動を始める。
メイクアップを通し表現してきた「美」の世界観をより具体的に表現するため、独自にアート作品制作を開始する。
2003年、写真家の管野秀夫、スタイリスト・空間デザイナーのKOKAと、日本独自の世界観、感性を表現するアートユニット「蚊帳」結成。作品制作、展示、インスタレーション活動をおこなう。以後、アートディレクターとして活動をおこなう。
2014年、顔に対するプロジェクションマッピングの開発にアートディレクター、メイクアップアーティストとして参加。Real-Time Face Tracking & Projection Mapping作品「OMOTE」を制作する。「OMOTE」は代表者のVimeo、facebookでの発表後、1週間で500万再生以上の再生回数を記録。国内外から「デジタルメイクアップ」などと称され高い評価を得る。Ars Electronicaなどを受賞。作品「OMOTE」のタイトルは、日本の「能楽」に由来する。このネーミングはクワハラが命名した。テクノロジーだけではなく、日本の化粧文化、モード、ジャパニメーションを融合した作品として、世界に発信したいとの想いを元にアートディレクションしている。作品に使用されていたメイクアップデザインは、実際にモデル施したメイクを撮影した写真を元に制作。化粧品や、肌の繊細な質感、アナログな肌のムラなどを素材映像に反映させることで、CGでは表現が難しかった「なまめかしさ」の表現を追求している。
「OMOTE」発表以後は、フランス人デジタルクリエイターのPaul Lacroixと「Face Hacking」、UKのアーティストEmpara Miのミュージックビデオ「The Come Down」、映画『ゴースト・イン・ザ・シェル』特別映像「Facial Hacking」などの作品のFacial Projection Mapping制作を担当している。私たちのおこなうFacial Projection Mappingは「シェイダー」という、顔の動きをセンサーで読み取り、独自に映像やグラフィックスを生成、変化させるプログラムを採用している。これにより顔の自然な陰影の表現、顔の動きに呼応したインタラクティブな映像、イメージなどの生成をおこなうことができる。システムはPaul Lacroixがオリジナルに制作している。
アートディレクター、メイクアップアーティストとしてファッションブランドLEONARD WANGのクリエーションに参加。
人体のアート表現をテーマの一つとしておりダンサーやアーティストとのコラボレーションを数多く手がける。ダンスアーティストKENTO MORI、AyaBambi、Aya Sato、柿崎麻莉子、Yoshie、三枝宏次などとアートディレクター、メイクアップアーティストとして作品制作をおこなう。

## Facial Projection Mapping
- OMOTE / Real-Time Face Tracking & Projection Mapping
- Empara Mi - The Come Down x Facial Projection Mapping
- Empara Mi - The Come Down (Behind the Scenes)
- 『ゴースト・イン・ザ・シェル』Facial Hacking 特別映像

## 受賞歴
- Ars Electronica "Computer Animation/Film/VFX" 2015
- VFX－JAPANアワード 「イベント・LIVE映像部門」 最優秀賞受賞